# Oratorio dei Santi Teresa e Carlo

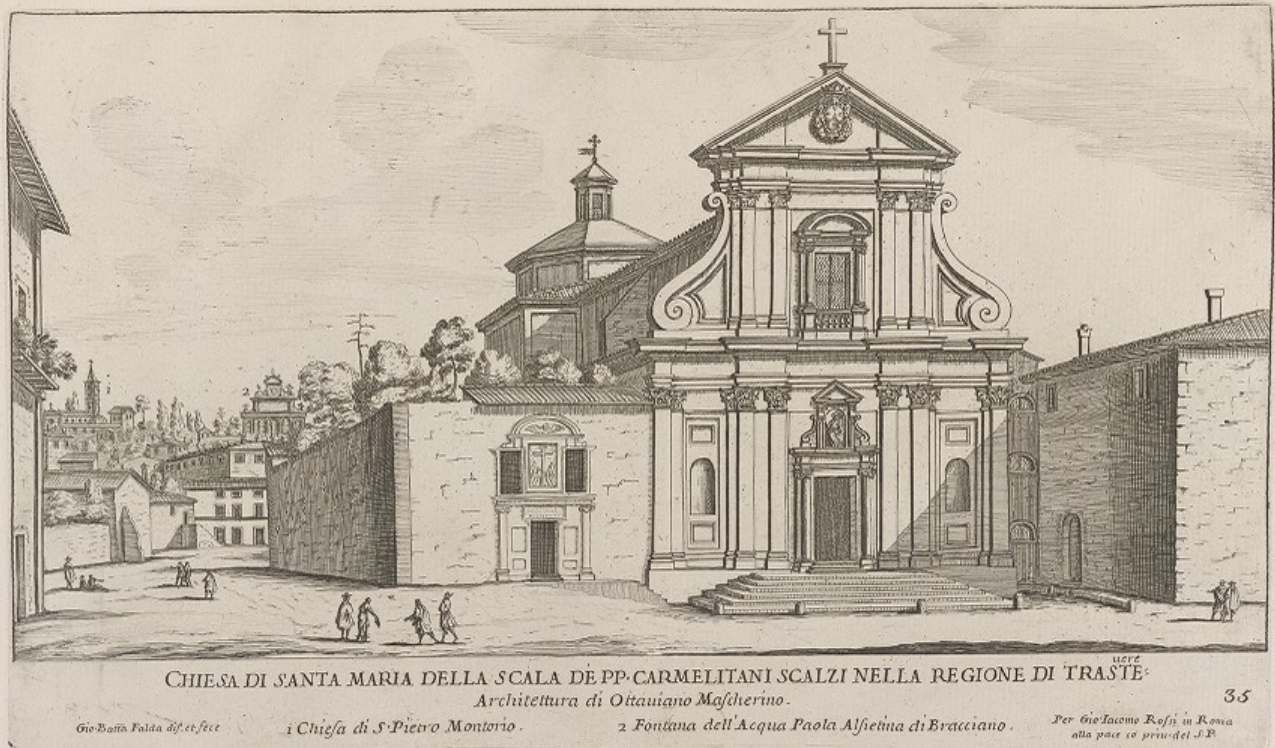
Gravura de Giovanni Battista Falda (1667-1669) mostrando o oratório e a igreja de Santa Maria della Scala.

Oratorio dei Santi Teresa e Carlo era um oratório que ficava localizado perto da igreja de Santa Maria della Scala, no rione Trastevere de Roma, na esquina da Piazza della Scala com o Vicolo della Scala.

## História
No final do século XVI, uma confraria foi fundada em Roma sob os auspícios de Santa Teresa de Ávila e São Carlos Borromeo e ela inicialmente se encontrava numa sala do mosteiro anexo de Santa Maria. Em 1612, a confraria conseguiu construir seu próprio oratório. Duas colunas jônicas sustentavam uma cornija na fachada e sobre ela estava um afresco coroado por frontão curvo partido. O Mapa de Nolli (1748) revela que o interior era retangular com uma minúscula abside onde ficava o coro.

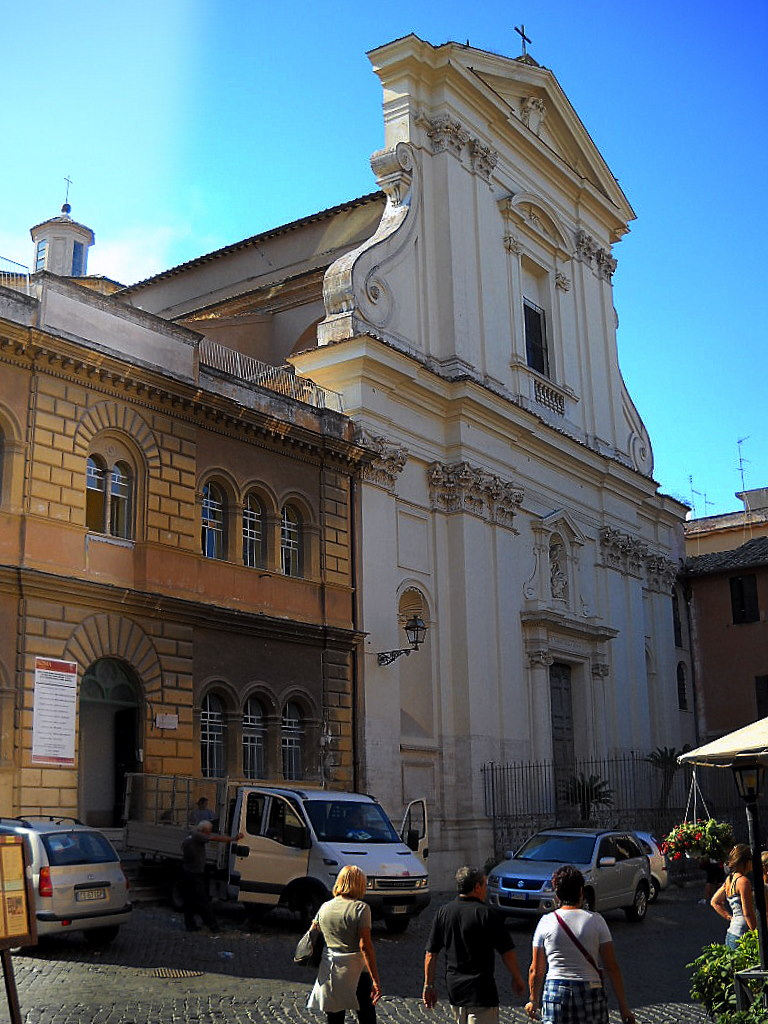
Mesma vista hoje.

Em 1675 o oratório foi restaurado e, duzentos anos depois, em 1875, ele e o mosteiro foram confiscados pelo estado italiano e desconsagrados. O oratório foi demolido em 1890.